# Schloss Dětenice

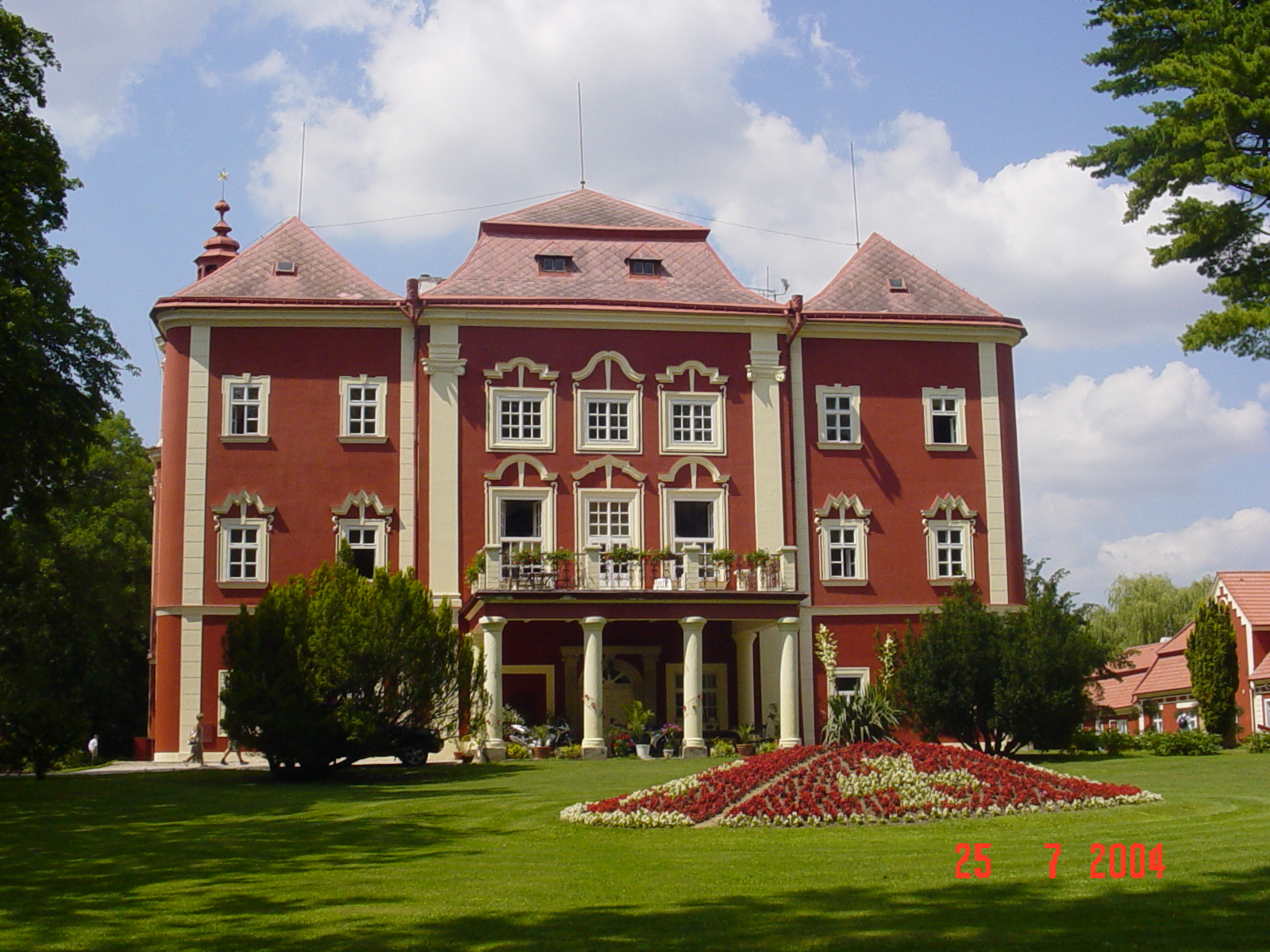
Barockschloss Dětenice

Das Schloss Dětenice (deutsch Jettenitz) liegt südlich des Böhmischen Paradieses in Tschechien.

## Geschichte
An der Stelle des heutigen Schlosses errichtete Beneš von Hruštice, der Urahne des Geschlechts Dětenice und Waldstein, 1295 eine Feste.
Seit 1503 war Dětenice im Besitz der Herren von Křinecký. Bohuslav Křinecký von Ronov baute 1587 die gotische Feste in ein Renaissance-Schloss um. Nach dessen Tod heiratete seine Witwe Wenzel von Lobkowitz. Mit ihm verwaltete sie das Schloss, bis ihr Sohn Jiří Křinecký von Ronov volljährig wurde und die Regentschaft übernahm. Er errichtete 1619 den Turm, der bis heute sein ursprüngliches Aussehen bewahrte. Nach der Schlacht am Weißen Berg wurde der Besitz durch Kaiser Ferdinand II. konfisziert. Jiří Křinecký sollte hingerichtet werden, konnte jedoch rechtzeitig nach Sachsen fliehen.
Albrecht von Wallenstein, seit 1622 im Besitz des Schlosses, tauschte es einige Jahre später gegen andere Ländereien mit dem höchsten Hofmeister der böhmischen Krone Adam von Waldstein. Dessen Sohn Karl von Waldstein veräußerte Dětenice an Jan Christoph von Waldstein. Nach ihm herrschte dessen Sohn Ladislav Octavian (1670–1717), der sich für die Rekatholisierung der Gegend einsetzte. Octavians Tochter heiratete den Grafen von Burg Kunburg und nach seinem Tod den Grafen Batthyány. Dieser war Erzieher des heranwachsenden späteren Kaisers Joseph II. und verwaltete ab 1760 Dětenice.
Während der Regentschaft des Grafen Christian Clam-Gallas wurde das Schloss 1762–1765 nach einem Entwurf des Baumeisters Zacharias Fiegert in ein spätbarockes Schloss umgebaut. Christians Sohn Karl Clam-Gallas herrschte in Dětenice 1775–1783. Er verließ den Ort nach dem Tod seiner Frau. Nächster Besitzer wurde Baron Jakob Wimmer von Wimmersberg, ein bekannter Prager Wohltäter, der in den Napoleonischen Kriegen als Hauptlieferant der kaiserlichen Armee zu Reichtum gelangt war. Wegen Verlusten an der Börse verlor er alle seine Besitzungen.
Der nächste Besitzer war ab 1808 Jan Philip Wesenberk von Ampringen, ein bedeutender österreichischer Diplomat und Ministerpräsident der Habsburgermonarchie. Nach der Revolution 1848 musste er jedoch fliehen. Dessen Enkel Philip Wesenberk ließ das Anwesen in den folgenden Jahren weiter ausbauen. Nachdem er 1873 des Hochverrats beschuldigt wurde, wählte er in Wien den Freitod durch Erschießen. Da er Malteserritter war, vermachte er das Schloss testamentarisch dem Malteserorden.
In Anerkennung der Verdienste erteilte Kaiser Franz Joseph I. 1881 dem Malteser-Großprior von Böhmen und Österreich Othenio Lichnovský und dessen Nachfolgern den Fürstentitel. Othenio veranlasste weitere bauliche Veränderungen am Schloss. Nach seinem Tod trat Fürst Quido Thun-Hohenstein an. Danach wurde Dětenice von einem Grafen von Hardegg (Hardegg) verwaltet. Während seiner Amtszeit besuchte die spanische Königin Maria Christina Dětenice.
1903 erwarb Dětenice der Großindustrielle Adolf Bloch. Dessen Sohn Rudolf Bloch verlor jedoch all sein Vermögen an der Börse. 1927 erwarb der Architekt Emanuel Řehák den Besitz. Er war ein großer Patriot, der die Region wirtschaftlich förderte und einen Teil des Schlosses der Öffentlichkeit zugänglich machte.
1948 wurde das Besitztum durch den Tschechoslowakischen Staat enteignet. Im Schloss wurde eine Mädchenschule für Gartenbau eingerichtet und später ein Heim für Schwererziehbare.
1998 erwarben die Eheleute Ondráček das Schloss und rekonstruierten es. Die Inneneinrichtung stammt nicht aus dem Schloss, sondern aus einer Vielzahl an Schlossdepots als Leihgaben zur Einrichtung eines Schlosses nach der Restaurierung der Schlossgebäude zu Beginn der 2000er Jahre.